# 1300 години България (монумент)
Вижте пояснителната страница за други значения на 1300 години България.
„1300 години България“ е архитектурно-монументален комплекс в София, съществувал в периода 1981 – 2017 година, посветен на 1300-годишнината от създаването на българската държава. Монументът е разположен в градината пред Националния дворец на културата на площад „България“, а за изграждането му е премахнат паметникът на загиналите от Първи и Шести софийски пехотен полк.
Автори на проекта са:
- проф. Валентин Старчев (скулптор, автор на композицията),
- арх. Александър Баров (архитектурно оформление),
- арх. Атанас Агура (оформление на околното пространство),
- арх. Владимир Роменски,
- арх. Александър Брайнов,
- инж. Румен Младжов (конструкции),
- инж. Милчо Брайнов (консултант при конструктивните решения).[1]

## История
Преди да бъде построен комплексът на НДК, на това място са се намирали Витошките казарми. През Втората световна война те са тежко бомбардирани, а паметникът на загиналите от Първи и Шести пехотен полк е частично разрушен. Паметникът е бил изграден от метални плочи и каменна украса, които са били апликирани върху 3 от фасадите на казармените сгради.
Комплексът „1300 години България“ е построен за рекордно краткия срок от 8 месеца във връзка с откриването на НДК през 1981 г.
Държавният глава Тодор Живков не харесва монумента и се разграничава от него. Монументът масово не е харесван и от гражданите на София. Овации са изразили писателят Чингиз Айтматов и диригентът Херберт фон Караян.
През 2012 – 2013 година е осъществен европейският проект „Атриум“ (Архитектурата на тоталитарните режими през ХХ век в градското управление на Югоизточна Европа). Проектът завършва с обявяването на общоевропейски културен маршрут по избрани тоталитарни обекти, одобрен от Европейската комисия и Международния институт за културни маршрути в Европа със седалище в Люксембург. Комплексът на НДК и паметникът '1300 години България" в София е част от този маршрут за България. През 2014 г., при кандидатстването на София за Европейска столица на културата – 2019, комплексът е включен в „Проект София 2019 – Етап 2“.
През 2017 г., във връзка с окончателното решение за премахване (до края на 2017) на „1300 години България“, заместник кметът на София по културата Тодор Чобанов заявява: „Бронзовите пластики, несъмнено с висока художествена стойност, ще бъдат аранжирани по подходящ начин в двора на Националния исторически музей“. Премахването на архитектурно-монументалния комплекс започва на 3 юли 2017, но без каквото и да било предварително оповестяване на тази дата, и завършва на 28 юли 2017 г.[източник? (Поискан днес)]

## Описание
Изграден е от основно бетонно тяло и месингови платна, оформящи пластиките. Композиционните фигури са високи 7 метра, а целият паметник извисява ръст на 35 метра.
Композицията разкрива основната, зададена с конкурс тема: „Минало“, „Настояще“ и „Бъдеще“, намерила израз и в конкретното претворяване във фигуралната композиция от 3 групи, символизиращи книжовността, признателността и съзиданието.
Отделните групи:
- „Цар Симеон и книжовниците“, олицетворяващи Златния век на България;
- „Пиета“ – образът на скърбяща майка, като израз на почитта към падналите за България;
- „Съзидателят“ – образ на обикновения работник.

Съвременното, модерното и абстрактното се съдържат в 3 огромни блока, разположени във възходяща линия и завършващи с крило – символ на полета на мисълта, свободата на волния дух и на неудържимия човешки стремеж към съвършенство.
Върху паметника са изписани фрази от Васил Левски, Стоян Михайловски и Христо Ботев: „Времето е в нас и ние сме във времето“, „Върви народе, възродени“ и „Тоз, който падне в бой за свобода, той не умира“.

## Обществена дискусия
В средата на първото десетилетие на 21-ви век литературният критик Йордан Ефтимов и писателят емигрант Веселин Веселинов провеждат дискусия, в която настояват паметникът „1300 години България“ да бъде разглеждан задължително в контекста на комунистическите паметници (въпреки че паметникът е посветен на българската история и няма политически послания). И двамата са убедени, че заедно с паметници като Паметника на Съветската армия в София, Паметника на Бузлуджа и Паметника на Съветската армия в Пловдив, паметникът пред НДК трябва да бъде съхранен като документ на епохата.
През 2006 г. по повод рушащия се паметник се разменя кореспонденция между тогавашния кмет на София Бойко Борисов и тогавашния министър на културата Стефан Данаилов.
През 2008 година в Червената къща е организиран публичен дебат на тема „Паметникът пред НДК – какво да се прави?“ с участието на Христо Друмев (тогава генерален директор на Националния дворец на културата), арх. Тодор Булев (заместник-председател на Управителния съвет на Съюза на архитектите в България), Лъчезар Бояджиев (визуален артист), Петър Диков (тогава главен архитект на София) и медийния критик Георги Лозанов.

Арх. Павел Попов прави следното обобщение за историческата ситуация и значение на паметника в контекста на построяването и трансформациите на НДК:
| „ | Паметникът на 1300-годишнината, иначе казано – Паметникът на България – по своему е феномен. Никога не е бил харесван, никога не беше одобрен и оценен от обществото. Никога никой не се опита да обясни защо и как той представлява България. Може би затова, в противовес на логиката в пластическите изкуства, той беше снабден с бронзови пояснителни надписи. Заклинанията обаче не попречиха обидните прозвища на паметника да се множат. А днес паметникът е феномен тъкмо защото четвърт век, след като беше създаден, той все по-точно представлява онова, което България е – наперена, нелогична, самодоволна, бъбрива, хаотична, сбъркана като конструкция и ориентация, саморушаща се структура. Днес паметникът много по-точно символизира това, което трябваше да символизира – страна, която от 100 години юридически и от 130 години практически е свободна да се докара сама до състоянието, което паметникът интерпретира. Винаги съм смятал, че паметникът трябва да се премахне без много шум или да се преработи драстично. Днес обаче мисля, че вземайки нужните предохранителни мерки, паметникът трябва да се остави, какъвто е, без никакви намеси..., докато България не се промени дотолкова, че да заслужи друг паметник | “ |

През 2012 година дискусията е подновена с нова сила. Срещу събарянето му са архитектите от групата WhaAT Assosiation, професионалните организации като: СБХ, САБ, КАБ, ИИИ към БАН, а също така и Министерство на културата, катедра „Скулптура“ към НХА, РИМ – София. Сред изказалите се в подкрепа на идеята паметникът да бъде реставриран са Светлин Русев и Петър Ръсовски.
Сред изказалите се против паметника са писателката Кристин Димитрова и журналистът Мартин Карбовски.
През август 2012 г. е открита петиция „Против събарянето на паметника „13 века България“ пред НДК“ от Христо Гинев. Създаден е и сайт в подкрепа на пълното премахване на паметника.
В рамките на фестивала Sofia Architecture Week е проведен конкурс „Трансформирай паметника пред НДК“. Победител в конкурса е Николай Иванов. Сдружение „Трансформатори“ организира и творческа работилница за видео прожектиране върху паметника, използвайки повърхността му като сцена за новаторско творческо мислене.
През декември 2012 година е организирана публична дискусия за бъдещето на паметника с участието на режисьора Иван Георгиев – Гец, художника Недко Солаков, главния архитект на София Петър Диков и на архитектите Мартин Ангелов и Димитър Паскалев.
С отворено писмо срещу събарянето на паметника излизат Изпълнителните бюра на: Съюза на българските художници, Съюза на архитектите в България, Камара на архитектите в България, Група Град и др.
През август 2014 г. дискусията за възстановяване на мемориала на загиналите от Първи и Шести пехотен полк възниква отново след обявяване на конкурс на Столичната община за проект, който да се намеси в авторското решение на паметника „1300 години България“. Конкурсът е в пълен разрез със Закона за авторското право и сродните му права и поради тази причина – предварително обречен на провал.
За около 4 седмици участници в новосъздадена фейсбук група „За възстановяване на паметника на загиналите от 1-ви и 6-и пехотен полк“ стават над 5700 души, от които 60% са от София. Създадена е и онлайн петиция, която към 16 септември 2014 г. е подписана от над 4450 души.

## Решение на СОС
На 18 декември 2014 г. Столичният общински съвет решава архитектурно-монументалният комплекс да бъде преместен, а на неговото място да бъде възстановен мемориалът на загиналите войници от Първи и Шести софийски пехотен полк, който се е намирал на същото място преди построяването на „1300 години България“.
Според представително изследване на „Алфа рисърч“, общо 72% от анкетираните софиянци са съгласни „1300 години България“ да бъде демонтиран (43% искат на негово място да остане парк, а 29% да се издигне друг паметник), докато 25% настояват да се запази и реставрира. Една трета (33%) от анкетираните в същото проучване подкрепят предложението на мястото на паметника „1300 години България“ да бъде възстановен мемориалът на загиналите войници от 1-ви и 6-и пехотен полк.

## Дело за авторски права
На 2 август 2021 г. Върховният касационен съд отхвърля жалбата на скулптора Валентин Старчев, че са нарушени авторските му права. Старчев е осъден да плати на Столичната община разноските по делото – 12 000 лв.